# 7541-es mellékút (Magyarország)
A 7541-es számú mellékút egy nyolc és fél kilométer hosszú, négy számjegyű országos közút Zala vármegye déli részén.

## Nyomvonala
A 7538-as útból ágazik ki, annak 8,300-as kilométerszelvénye közelében, Muraszemenye Aligvár településrészének északi szélén, delta csomóponttal. (A delta keleti ága önállóan számozódik, 75 602-es számmal.) Észak-északkeleti irányban indul; 1,3 kilométer után lép át Szentmargitfalva területére. Ez utóbbi község házait másfél kilométer után éri el, ott a Kossuth út nevet veszi fel és északnak fordul. A belterület északi részén már Fő út a neve; 2,1 kilométer megtételét követően lép ki a település lakott területéről, 2,5 kilométer után pedig átlépi Csörnyeföld határát.
Csörnyeföld területét ennél jobban nem is érinti; amint elér 3,4 kilométer teljesítéséhez, már Csörnyeföld és Kiscsehi határvonalát követve folytatódik tovább, a 4. kilométerénél pedig egy elágazáshoz ér. Nyugat felé innét egy önkormányzati út indul ki belőle Tormafölde irányába, kelet felől pedig a 7542-es út torkollik bele, csaknem 4 kilométer megtétele után. 4,4 kilométer táján az út már Kiscsehi lakott területén halad, Deák Ferenc út néven, 5,7 kilométer után pedig Baross Gábor út néven lép ki a falu házai közül.
6,1 kilométer után egy újabb elágazáshoz ér: itt északkelet felé halad, északnyugati irányban pedig a 75 146-os út ágazik ki belőle a zsákfalunak tekinthető Maróc irányába. 6,3 kilométer után az út átlépi Lispeszentadorján határát, és ott, a 6,900-as kilométerszelvényétől már a község lakott területén húzódik, Dózsa György út néven.
A 7537-es útba torkollva ér véget, annak 11,300-as kilométerszelvénye közelében, de a két utat összekapcsolja a mintegy 200 méter hosszú 75 803-as út is, így tulajdonképpen a két négy számjegyű út egy szokatlanul nagy kiterjedésű delta csomóponttal találkozik egymással (akkora deltával, amelyben helyet talált a község jó néhány lakóháza is).
Teljes hossza, az országos közutak térképes nyilvántartását szolgáló kira.gov.hu adatbázisa szerint 8,506 kilométer.

## Települések az út mentén
- Muraszemenye
- Szentmargitfalva
- (Csörnyeföld)
- Kiscsehi
- Lispeszentadorján

## Hídjai
Jelentősebb hídjai közé tartozik a Szentadorjáni-patak feletti híd a 3,460-as kilométerszelvényben, Szentmargitfalvánál, és a Maróci-patak hídja Kiscsehinél az 5+979-es kilométerszelvényében. Az előbbi fordított T-tartós szerkezetű hídként épült 1959-ben, egyetlen nyílásköze 7,1, teljes szerkezeti hossza 8,0 méter, míg a kiscsehi híd KCS tartós szerkezet, legnagyobb nyílásköze 9,8, teljes szerkezeti hossza 11,5 méter, átadásának éve 1984 volt.